# Intruso fugitivo
Intruso fugitivo (título original: Desperate Intruder) es una película estadounidense de acción de 1983, dirigida por Nick Havinga, escrita por Gwen Davis, Allan R. Folsom y Dan Mitchell, musicalizada por Tim Simonec, en la fotografía estuvo Gil Hubbs y los protagonistas son Meg Foster, Nick Mancuso y Robert Hogan, entre otros. El filme fue realizado por Comworld Productions y Procter & Gamble Productions (PGP); se estrenó el 31 de julio de 1983.

## Sinopsis
Una mujer invidente que vive en una solitaria casa refugia a un preso que escapa, su cruel compañero también se dirige hacia ahí.